# Azânia
Azânia é um nome que tem sido aplicado a diversas regiões da África sub-saariana. Durante o Império Romano — e talvez antes — este nome designava uma porção da costa oriental africana a sul do cabo Guardafui, estendendo-se talvez até à actual Tanzânia. Nos tempos modernos este nome foi aplicado informalmente à África do Sul, particularmente por nacionalistas negros.